# Zeltus maximinianus
Zeltus maximinianus är en fjärilsart som beskrevs av Hans Fruhstorfer 1912. Zeltus maximinianus ingår i släktet Zeltus och familjen juvelvingar. Inga underarter finns listade i Catalogue of Life.